# NGC 2201
NGC 2201 è una vasta galassia a spirale barrata situata nella costellazione della Poppa, a una distanza di circa 229 milioni di anni luce dalla nostra Via Lattea.

## Scoperta
La galassia è stata scoperta il 1 gennaio 1835 dall'astronomo britannico John Herschel.

## Descrizione
NGC 2201 ha una classe di luminosità II.
Nelle immagini, NGC 2200 e NGC 2201 appaiono piuttosto ravvicinate sulla sfera celeste; sono in effetti situate a una distanza molto simile dalla nostra Via Lattea e formano pertanto una coppia di galassie in interazione tra loro.